# Claudia Blasberg
Claudia Blasberg, nemška veslačica, * 14. februar 1975, Dresden.
Blasbergova je za Nemčijo nastopila v lahkem dvojnem dvojcu, ki je na olimpijskih igrah v Sydneyju osvojil srebrno medaljo. Štiri leta kasneje je nastopila še na igrah v Atenah, kjer je uspeh ponovila.